# Воймига (село)
Воймига — село в Гаврилово-Посадском районе Ивановской области России, входит в состав Гаврилово-Посадского городского поселения.

## География
Село расположено на берегу реки Воймига в 4 км на север от райцентра города Гаврилов Посад.

## История
Название села — финское, что свидетельствует о глубокой древности его происхождения. В 1805 году на средства прихожан в селе была построена двухэтажная каменная церковь вместо деревянной, сгоревшей от грозы в начале XIX века. Нижний этаж с престолом во имя святых мучеников Флора и Лавра, верхний этаж с престолом во имя Святителя Дмитрия Ростовского Чудотворца построен в 1813 году. В 1866 году к церкви была пристроена деревянная паперть на каменном фундаменте. При церкви была каменная трехъярусная колокольня. В 1893 году приход состоял из села и деревни Малой Юкши. Всех дворов числилось 88, мужчин — 296, женщин — 317.
В конце XIX — начале XX века село входило в состав Гавриловской волости Суздальского уезда Владимирской губернии.
С 1929 года село входило в состав Закомельского сельсовета Гаврилово-Посадского района, с 1983 года — в составе Ярышевского сельсовета, с 2005 года — в составе Гаврилово-Посадского городского поселения.

## Население
| 1859 | 1905 | 2010 |
| ---- | ---- | ---- |
| 283  | ↗367 | ↘0   |